# Jason O’Mara

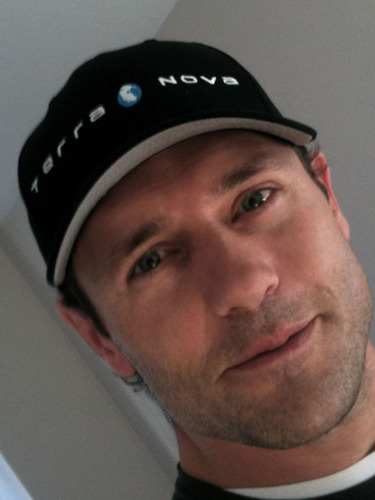
Jason O’Mara (maj 2011)

Jason O’Mara (ur. 6 sierpnia 1972 r. w Dublinie) – amerykański aktor, scenarzysta i producent filmowy irlandzkiego pochodzenia.

## Życiorys

### Wczesne lata
Urodził się i wychowywał w Dublinie jako syn Veroniki i Stephena O’Mary. Miał siostrę Rebeccę i brata Stephena. Uczęszczał do St Michael’s College w Dublinie. Grał w rugby, jednak po urazie został wykluczony z gry i zdecydował się występować w szkolnych przedstawieniach. Studiował dramat na Trinity College w Dublinie.

### Kariera
Po skończeniu studiów aktorskich w Dublinie, przeprowadził się do Londynu w Anglii, by rozpocząć karierą aktorską w brytyjskim teatrze. Występował w Royal Shakespeare Company, scenie Almeida, londyńskim West End (Apollo i scenie Comedy) oraz Gate Theatre w Dublinie, m.in. „The Jew of Malta”, „Popcorn”, „The Homecoming” i „Bash”, a w 2002 był nominowany do Irish Theatre Award. Jednocześnie pojawiał się w wielu brytyjskich serialach telewizyjnych, zarówno dla BBC, jak i ITV.
W 2001 r. zagrał porucznika Thomasa Meehana w miniserialu Kompania braci. Pojawiał się w hollywoodzkich filmach telewizyjnych i kinowych, m.in. Fox Eastwick (2002) u boku Marcii Cross, Kelly Rutherford i Lori Loughlin czy Resident Evil: Zagłada (2007).

### Życie prywatne
19 września 2003 r. ożenił się z aktorką Paige Turco. Mają syna Davida.

## Wybrana filmografia

### Filmy fabularne
- 2007: Resident Evil: Zagłada jako Albert Wesker
- 2012: Jak upolować faceta jako Joseph Morelli

### Seriale TV
- 1998: Berkeley Square jako Ned Jones
- 2001: Kompania braci jako porucznik Thomas Meehan III
- 2002–2003: Tajne akcje CIA jako A.B. Stiles
- 2004: CSI: Kryminalne zagadki Miami jako dr Keith Winters
- 2008: Podkomisarz Brenda Johnson jako Bill Croelick
- 2006: Skazani za niewinność jako Charles Conti
- 2006: Zabójcze umysły jako Mill Creek Killer
- 2006: Uwaga, faceci! jako Stuart
- 2008: Chirurdzy jako Philip
- 2011: Terra Nova jako Jim Shannon
- 2012: Vegas jako Jack Lamb
- 2013: Żona idealna jako Damian Boyle